# Fort de Tavannes

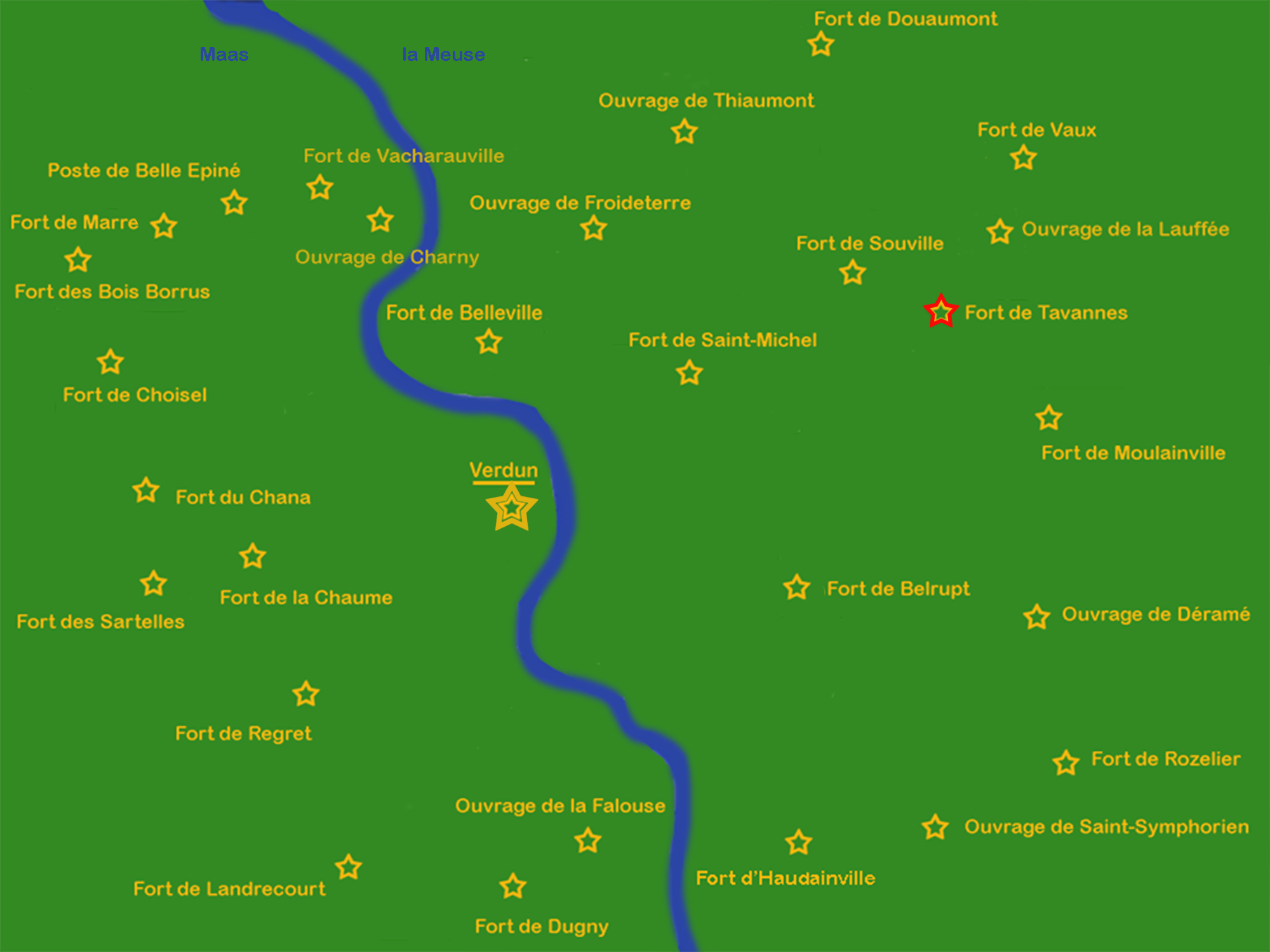
Lageplan

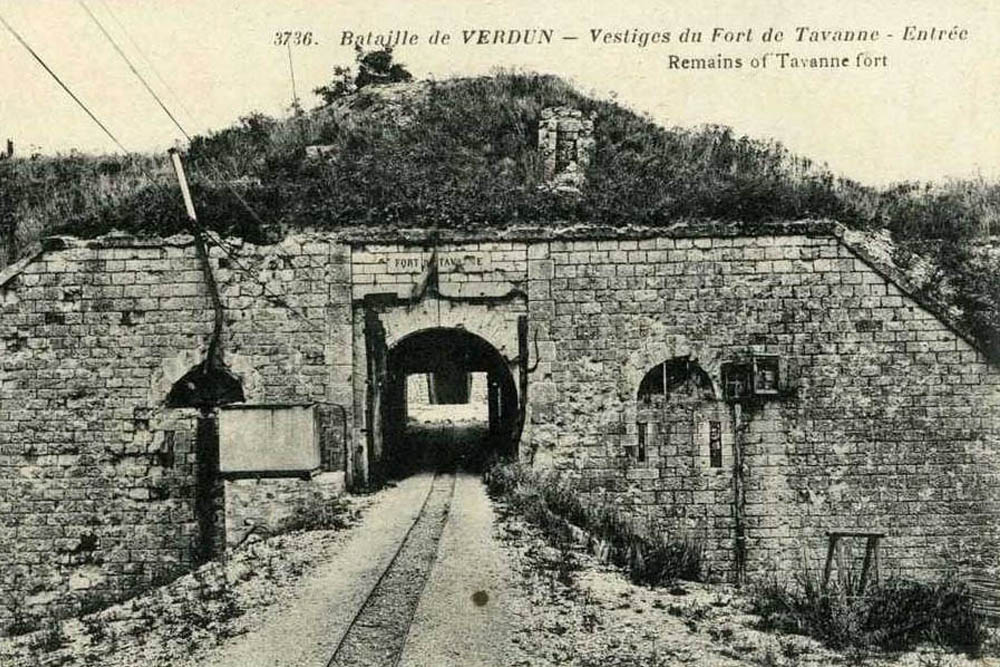
Haupteingang Fort de Tavannes 1915

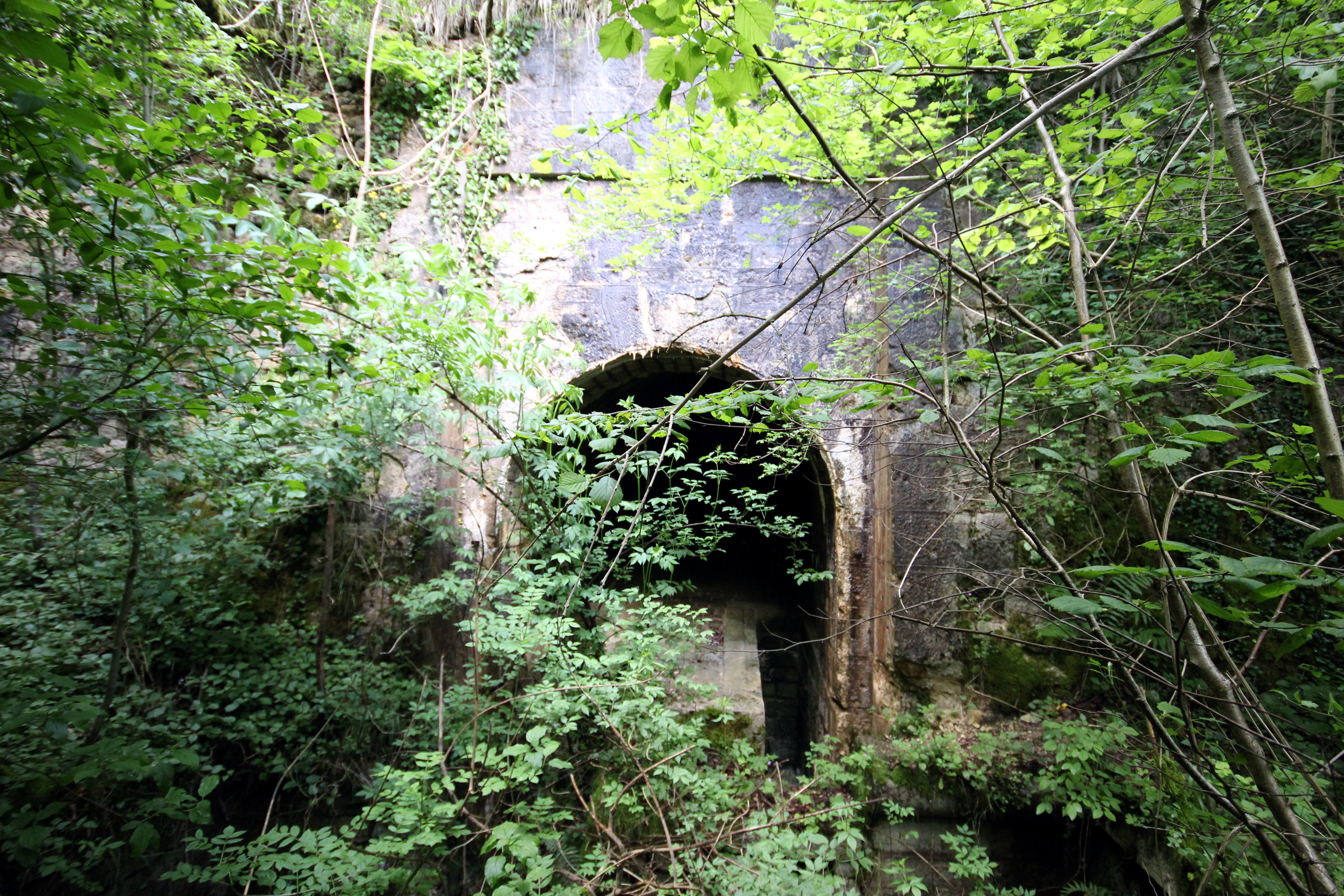
Kriegseingang des Fort de Tavannes

Das Fort de Tavannes, kurzzeitig auch Fort de Mouton  genannt, war Teil der Gürtelfestung Fester Platz Verdun. Es handelte sich dabei um ein Zwischenwerk (Ouvrage) der Ersten Kategorie und war das erste Bauwerk der Festung, das errichtet wurde. Da es eines der älteren Festungswerke war, bildete es hier zusammen mit dem Fort de Belrupt und dem Ouvrage de la Lauffée den inneren Festungsring, dem das Fort de Douaumont, Fort de Vaux und Fort de Moulainville vorgelegt waren. Es liegt auf einer Höhe von 370 Metern östlich von Verdun. Aufgabe war die Deckung des Weges nach Verdun und des Eisenbahntunnels von Tavannes.

## Benennung
Ursprünglich trug es den Namen Fort de Tavannes, bis per Präsidialdekret vom 21. Januar 1887 der Kriegsminister Général Georges Boulanger umsetzte, dass alle Forts, befestigten Artillerieanlagen und Kasernen des Système Séré de Rivières die Namen von ehemaligen Militärkommandanten zu tragen hätten, weswegen das Fort dann den Namen Fort de  Mouton  nach dem Maréchal d’Empire Georges Mouton erhielt. Am 13. Oktober 1887 wurde das vom Nachfolger Boulangers, Théophile Ferron, mit der Note Nr. 14980 vom gleichen Datum rückgängig gemacht, und das Fort erhielt seinen ursprünglichen Namen zurück.

## Das Bauwerk
Es handelte sich um ein „Ouvrage de 1re categorie“ in der „6e region militaire“. Da es sich nach dem Bau der Werke des vorgeschobenen Rings (Fort de Douaumont, Fort de Vaux, Ouvrage de Froideterre) in der zweiten Linie befand, war es nicht modernisiert worden. Die komplette Anlage bestand noch aus Mauerwerk, lediglich ein Teil der Truppenunterkunft war durch eine Betonauflage verstärkt worden. Da das Fort über keine Möglichkeit der artilleristischen Verteidigung des Kehlgrabens verfügte (in diesem Bereich waren keine Grabenwehren vorhanden), mussten zu diesem Zweck zwei Feldgeschütze auf dem rückwärtigen Wall aufgestellt werden. Es erfolgten auch keine anderweitigen Modernisierungen. Alle Hauptbewaffnung war unter freiem Himmel aufgestellt.

### Baudaten und Kosten
- Bauzeit: Dezember 1873 bis Dezember 1874
- Baukosten: 1.575.420 Francs
- Etatmäßige Ausstattung 1882:

17 Offiziere, 28 Unteroffiziere, 716 Mannschaften
1 Krankenrevier mit 46 Betten
1 Stall für sechs Pferde

### Geplante Modernisierungen
keine

### Verbesserungen
1884 bis 1885
- Bau eines Pulvermagazins mit einer Kapazität von 46 Tonnen

1889 bis 1890
- Verstärkung eines Unterkunftsbereichs durch Überziehen mit einer Betonschicht (208 Schlafplätze)

1890 bis 1900
- Anschluss an das Netz der Feldeisenbahn
- Anlegen von Drahthindernissen im Vorfeld
- Installation eines Staketenzauns auf dem Rand des Grabens und auf der Stirnseite der Kaponnieren

## Bewaffnung

### 1878
| Auf den Wällen | In Kasematten                                 | Grabenwehren                                                             | Externe Batterie |
| --- | --------------------------------------------- | ------------------------------------------------------------------------ | ---------------- |
| 3 × Canon de 155 mm L modèle 1877 2 × Canon de 138 modèle 1873–74 7 × Canon Reffye de 85 mm 2 × Mortier lisse de 22 8 × Canon Lahitolle de 95 mm | 4 × Canon de 138 modèle 1873–74 in Kasematten | 2 × Canon Reffye de 85 mm 4 × Canon de 4 modèle 1858 4 × Canon de balles | keine            |
| Gesamt: 38 |                                               |                                                                          |                  |

### 1884
| Auf den Wällen | In Kasematten | Grabenwehren                                                                              | Externe Batterie |
| --- | ------------- | ----------------------------------------------------------------------------------------- | ---------------- |
| 5 × Canon de 155 mm L modèle 1877 4 × Canon de 120 mm L modèle 1878 2 × Canon Reffye de 85 mm 2 × Obusier de 22 2 × Mortier lisse de 22 | keine         | 4 × Canon revolver de 40 mm modèle 1879 4 × Canon 12 de culasse 2 × Canon Reffye de 85 mm | keine            |
| Gesamt: 25 |               |                                                                                           |                  |

### 1890
| Auf den Wällen | In Kasematten | Grabenwehren                                                                              | Externe Batterie |
| --- | ------------- | ----------------------------------------------------------------------------------------- | ---------------- |
| 5 × Canon de 155 mm L modèle 1877 4 × Canon de 120 mm L modèle 1878 4 × Canon Reffye de 85 mm 1 × Mortier lisse de 22 | keine         | 4 × Canon revolver de 40 mm modèle 1879 4 × Canon 12 de culasse 2 × Canon Reffye de 85 mm | keine            |
| Gesamt: 23 |               |                                                                                           |                  |

### 1908
| Auf den Wällen | In Kasematten | Grabenwehren                                                                                   | Externe Batterie |
| --- | ------------- | ---------------------------------------------------------------------------------------------- | ---------------- |
| 5 × Canon de 155 mm L modèle 1877 4 × Canon de 120 mm L modèle 1878 4 × Canon Reffye de 85 mm 1 × Mortier lisse de 22 | keine         | 4 × Canon revolver de 40 mm modèle 1879 4 × Canon 12 de culasse 2 × Canon de 90 mm modèle 1877 | keine            |
| Gesamt: 21 |               |                                                                                                |                  |

### 1910
| Auf den Wällen                                         | In Kasematten | Grabenwehren                                                                              | Externe Batterie |
| ------------------------------------------------------ | ------------- | ----------------------------------------------------------------------------------------- | ---------------- |
| 8 × Canon de 90 mm modèle 1877 2 × Mortier lisse de 22 | keine         | 4 × Canon revolver de 40 mm modèle 1879 4 × Canon 12 de culasse 2 × Canon Reffye de 85 mm | keine            |
| Gesamt: 20                                             |               |                                                                                           |                  |

## Garnison

### Etatmäßige Besatzung 1914
- Infanterie: 4 Offiziere, 277 Unteroffiziere und Mannschaften
- Artillerie: 1 Offizier, 8 Unteroffiziere und 70 Mannschaften
- Pioniere: 1 Offizier, 11 Unteroffiziere und Mannschaften
- Telegraphisten: 2
- Militärarbeiter: 3 Offiziere, 16 Mannschaften (davon 12 Bäcker)
- Hilfskräfte: 33 Mann
- Sanität: 1 Arzt, 2 Sanitäter
- Batteriewächter: 1

- Gesamt: 6 Offiziere, 427 Unteroffiziere und Mannschaften

### Verstärkung bei der Mobilmachung 1914 gemäß Artikel 40 des Gesetzes vom 21. März 1905
- Infanterie: 1 Offizier, 76 Mann des 164e régiment d’infanterie
- Artillerie: 74 Unteroffiziere und Mannschaften des 4e régiment d’artillerie à pied (5. Fußartillerieregiment)
- Pioniere: 4 Telegraphisten

- Gesamt: 1 Offizier, 154 Unteroffiziere und Mannschaften

## Ausstattung 1914

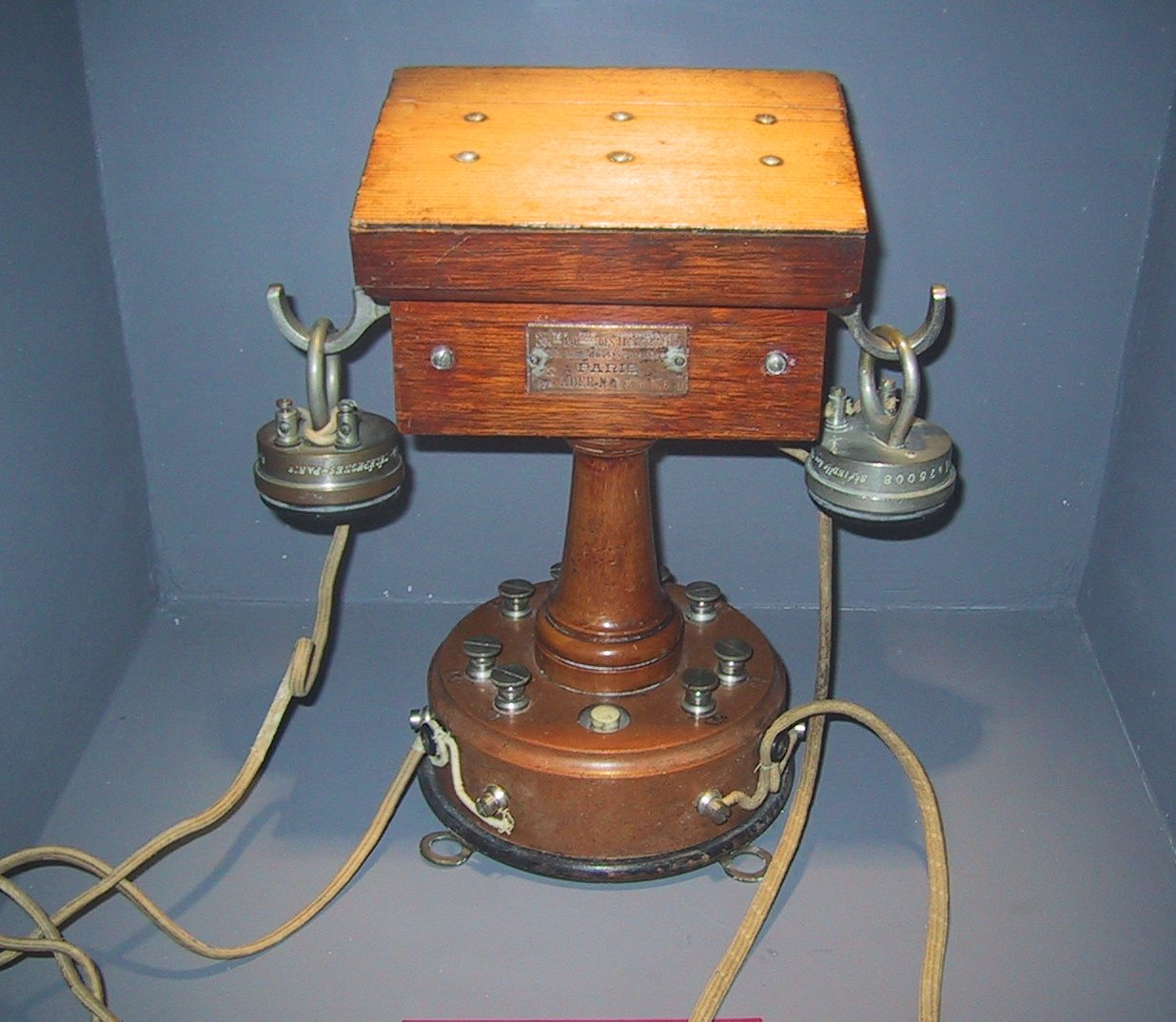
Ader-Telefon

- Unterkunft mit 273 Schlafplätzen in der Kaserne
- 1 Pulvermagazin mit 40 Tonnen (ab 1885 86 Tonnen) Fassungsvermögen
- 1 Kartuschmagazin mit 514.300 Stück Fassungsvermögen
- Küche mit 3 Kochherden der Marke François Vaillant
- Bäckerei mit 2 Holz-Backöfen (je 155 Brotportionen täglich)
- ein Brunnen und eine Zisterne mit 680 m³ Inhalt
- eine Zugbrücke über den Graben
- ein Lichtsignalapparat mit einem Scheinwerfer 14 cm oder 24 cm Durchmesser wurde in Reserve gehalten.
- zur Zitadelle in Verdun, zum Ouvrage de la Lauffée und zum Fort de Souville führte eine Telephonverbindung vom System Ader und ein Morseapparat „Modèle 1907“
- die Beleuchtung war durch elektrische und Petroleumlampen im Fort sowie Azetylenlampen in den Grabenwehren sichergestellt.

## Erster Weltkrieg

### Bewaffnung
- Auf den Wällen (1914)

4 „Canon de 90“ auf Festungslafette mit 600 Granaten je Geschütz
6 „Canon de 90“ auf Feldlafette mit 600 Granaten je Geschütz
2 Mörser „Mortar lisse de 15“ in Reserve (mit je 300 Granaten)
2 Maschinengewehrzüge mit je zwei Maschinengewehren St. Étienne M1907 auf Feldlafette und 43.200 Patronen
1 Maschinengewehrzug mit zwei Maschinengewehren St. Étienne M1907 auf Dreibeinlafette und 43.200 Patronen
- Grabenverteidigung

Doppelgrabenkaponniere mit zwei „Canon revolver de 40“ und je 1800 Granaten, zwei „Canon de 12 culasse“ mit je 150 Granaten
zwei Einzelgrabenkaponnieren mit je einer „Canon revolver de 40“ mit je 1800 Granaten, einer „Canon de 12 culasse“ mit je 150 Granaten
- Auf dem Kehlwall zwei Feldgeschütze „Canon de 90“ mit je 600 Granaten

### Externe Anlagen
- Batterie d’artillerie de l’Hôpital 8–5: bei Kriegsbeginn unbesetzt
- Batterie d’artillerie de tunnel 8–6: bei Kriegsbeginn unbesetzt
- Batterie d’artillerie de Damlopup 6–5: 4 Geschütze Canon de 90 mm modèle 1877
- Batterie d’artillerie 6–7: 4 Geschütze Canon de 90 mm modèle 1877
- Batterie d’artillerie 6–8: bei Kriegsbeginn unbesetzt
- Batterie d’artillerie 6–9: bei Kriegsbeginn unbesetzt

- Abri de combat LLM1

- Depot intermédiaire de Tavannes (Zwischenlager Tavannes, erbaut 1891 bis 1893)
- Magasin de secteur de la Renarderie (Abschnittsmagazin „de la Renarderie“, erbaut 1892 bis 1894)
- Abri projecteur de Mardi-Gras (Scheinwerfer - Betonunterstand „Mardi-Gras“)
- Abri de pomperie de Tavannes (zentrale Wasser-Pumpstation für den rechten Verteidigungsgürtel)

### Sonstiges
Nachdem die Garnison 1914 noch 213 Mann betragen hatte, bestand sie 1916 noch aus 208 Mann und 1917 noch aus 160 Mann.
Ende des Jahres 1915 waren alle Geschütze von den Wällen abgezogen und der Front zugeführt worden. Ende 1915 befanden sich noch vier Revolverkanonen (Canon revolver de 40) und vier „Canon de 12 culasse“ in den Grabenkaponnieren. Zu Beginn des Jahres 1916 lagerten noch die Schwarzpulverbestände im Magazin, um das Bauwerk im Falle eines deutschen Vormarsches in die Luft sprengen zu können.
Anfang März 1916 bestand die Garnison aus einem Bataillon Infanterie, einer Maschinengewehrkompanie, sowie Détachements an Artillerie und Pionieren. Kommandant war der Capitaine Gerard vom 6e régiment de hussards. Er wurde am 30. März 1916 durch den Chef de bataillon De Champsavin vom 20e  régiment de chasseurs à cheval abgelöst. Wegen der schlechten sanitären Zustände wurden in der Nacht vom 2. auf den 3. April 1916 die Garnison auf zwei Infanteriekompanien und zwei Maschinengewehrzüge reduziert. Die beiden Maschinengewehrzüge wurden am 17. April 1916 durch die „122e compagnie de mitrailleuses“ (122. Maschinengewehrkompanie) abgelöst. Die Anzahl an Maschinengewehren wurde später um zwei und am 8. Juni um weitere 4 erhöht.

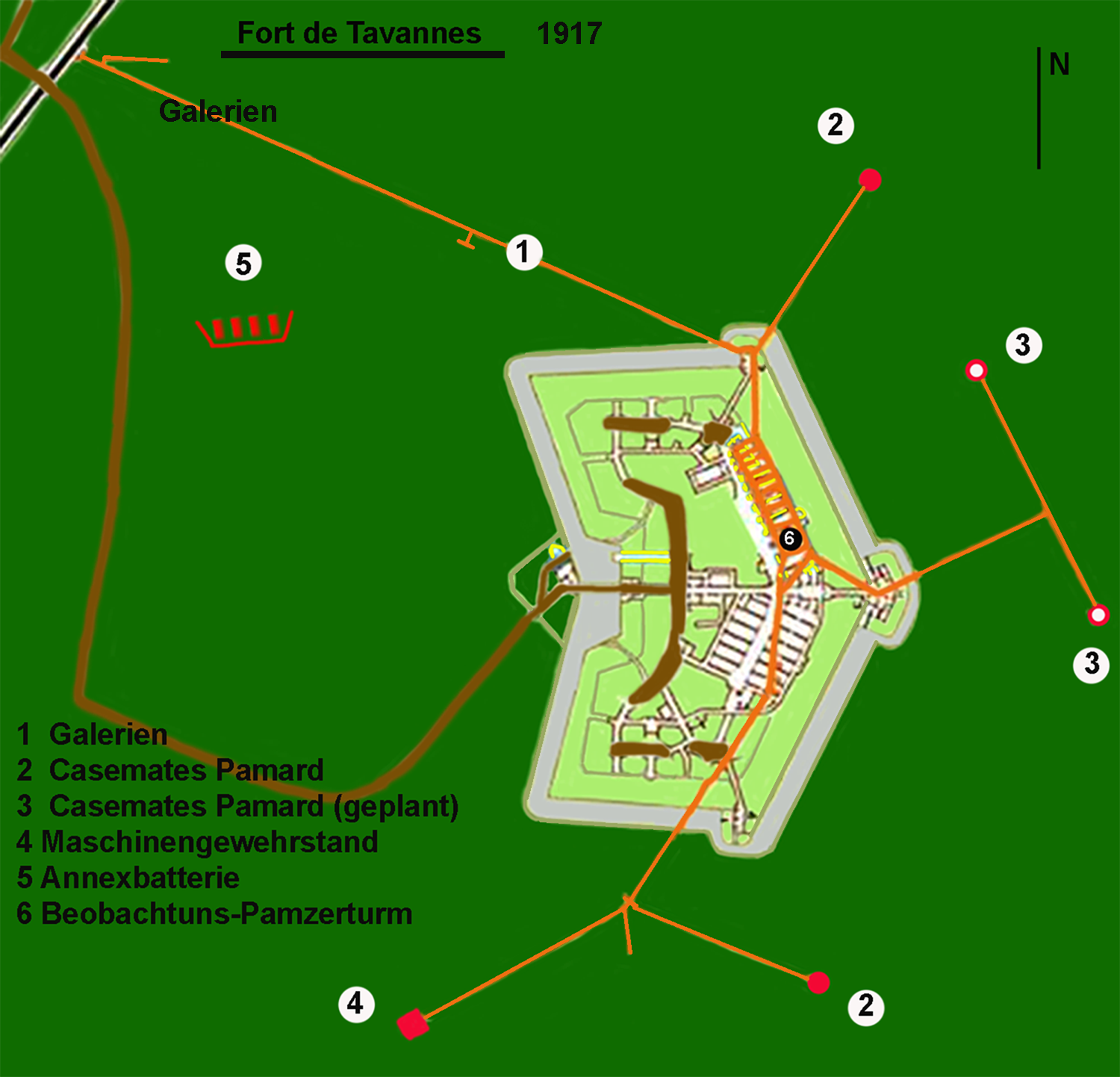
Plan des Forts aus dem Jahre 1917 mit den Galerien genannten unterirdischen Tunneln.

Im Mai 1916 bestand die Garnison aus einer Kompanie Infanterie, einer Maschinengewehrkompanie mit 12 Maschinengewehren, sowie Artillerie- und Pionierdetachements.
1917 waren die Kaponnieren weiterhin bewaffnet und zwei doppelte Casemate Pamart eingebaut worden (zwei weitere waren geplant). Dazu kam eine Betonkasematte mit vier Maschinengewehren und ein Observatoire cuirassé auf der Betonkaserne. In diesem Jahr wurden noch die unterirdischen Gänge (genannt „Galeries de 17“) angelegt. Sie befanden sich bis zu 10 Metern unter der Erde und befanden sich in der Hauptsache unter der Betonkaserne.  Der Zugang erfolgte über Treppen aus den Kasematten des Werkes (zwei Zugänge), ein Zugang führte im Süden ins Freie und ein weiterer mündete in den Tavannes-Eisenbahntunnel. An zwei der blinden Enden der Gänge waren die Casemates Pamart eingebaut (zwei weitere waren ohne Bestückung), am letzten Ende im Süden befand sich die betonierte Maschinengewehrkasematte (für vier Gewehre). Die Gesamtlänge der Galerien betrug etwa 1500 Meter.
Auch wurde ein sogenannter Kriegseingang gebaut, dabei handelte es sich um eine schmale Pforte in der Kehlmauer auf der Grabensohle links unterhalb der Zugbrücke. Von hier aus führte ein Gang durch den rückwärtigen Wall in den Hof. Der bisherige Haupteingang war unbrauchbar geworden.

## Kampfhandlungen
Das Werk lag bei Beginn der deutsche Offensive noch 3,5 Kilometer hinter der Front, nachdem die Deutschen jedoch das Fort de Douaumont eingenommen hatten, hatte sich die Front auf 2,5 Kilometer genähert. In den letzten Tage des Februar 1916 wurde das Fort mit Granaten vom Kaliber 380 mm beschossen, dieser Beschuss wurde am 7. Mai intensiviert. 15 dieser Granaten fielen an diesem Tag auf das Fort oder in die unmittelbare Umgebung. Dabei wurde die Kante der Kehlmauer des Grabens getroffen und eine 5 bis 6 Meter lange und 2 Meter tiefe Kerbe verursacht, die Hohltraverse „Abri XI“ und der gedeckte Durchgang im Süden wurden schwer beschädigt. Eine Granate durchschlug die Decke des Pulvermagazins und brachte die darin lagernden 12.000 Granaten zur Explosion. Das Magazin wurde völlig zerstört, es entstanden große Beschädigungen am Bauwerk und es war ein großer Verlust an Menschenleben zu beklagen. (Das Magazin war in der üblichen Bauweise des Jahres 1774 errichtet – eine 1 Meter starke Gewölbedecke mit 4 bis 5 Meter Erdüberdeckung)
Durch einen Befehl des Abschnitts-Oberkommandierenden wurde das Fort als Stabsquartier genutzt. Im April/Mai 1916 befanden sich hier:
- 1 Divisionsstab mit Artillerie und Pionier Kommando
- 1 Brigadestab
- 2 Regimentsstäbe
- 1 Gruppenstab
- 1 Artillerie-Gruppenstab
- Trägergruppen der Division
- 3 Pionierzüge
- 1 Infanteriebataillon der 2. Linie (im Mai)

Gesamt: 47 Offiziere und 1125 Unteroffiziere und Mannschaften.
Am 3. Juni 1916 zwischen 11:30 Uhr und 15:00 Uhr fielen 14 Geschosse vom Kaliber 380 mm und 420 mm auf das Fort. Dabei wurden die Räume Nr. 30 bis 33, 43 und 44  zerstört, Nr. 34, 45 und 46 unbrauchbar gemacht. Die Zentrale Passage wurde schwer beschädigt, war aber noch benutzbar. Eine Granate fiel auf die Doppelkaponniere, eine weitere beschädigte die Grabenwand an der rechten Kaponniere. Dieser Tag kostete einen Gefallenen und 11 Verwundete.
Aufgrund des schweren Beschusses musste das Fort geräumt werden. Am 8. Juni erging diesbezüglich ein Befehl des Oberkommandos. Ledig eine Sanitätsstelle blieb noch einige Zeit zurück.
Der Beschuss mit mittleren und schweren Kalibern dauerte an und wurde am 22. und 23. Juni noch gesteigert. Die gemauerten Abschnitte wurden zerstört, lediglich die Räume Nr. 36 bis 40 waren noch eingeschränkt nutzbar. Der linke Teil des Unterkunftsbereichs, der mit Beton verstärkt worden war, konnte dem Beschuss besser widerstehen. Zwei schwere Granaten fielen auf den Bereich der Räume 17/18 und 21, wobei lediglich Trichter von 2 bis 5 Meter Durchmesser und 80 Zentimeter Tiefe verursacht wurden. Die Mauern des Grabens wurden an vielen Stellen eingeschossen. Ab Mitte Juni befand sich Fort Tavannes nur noch ca. 1300 m von der deutschen Linie entfernt.
Mitte Juli steigerte sich das deutsche Artilleriefeuer mit allen Kalibern zu bis dahin unbekannter Stärke. Am 10. Juli wurden pro Minute bis zu 80 Einschläge der Kaliber 210 mm, 305 mm, 380 mm und 420 mm gezählt.
Am 11. Juli wurde das Fort besonders heftig auch mit Gasgranaten beschossen.  Ein deutscher Angriff wurde an diesem Tag gegen die Linie Vaux-Chapitre-La Laufée vorgetragen. Am 12. Juli gab es einen weiteren heftigen Vorstoß gegen die Linie Fleury-Vaux-Chapitre, dabei konnten die deutschen Truppen bis auf 1000 Meter und Anfang August kurzzeitig sogar bis 250 Meter vor das Fort gelangen.
Am 3. September wurde nochmals ein schwerer Artilleriebeschuss durchgeführt, hier kamen auch wieder 30,5-cm-M.11-Mörser zum Einsatz.
Nach der französischen Offensive am 24. Oktober 1916 verringerte sich der Beschuss merklich und hörte ab dem 15. Dezember fast gänzlich auf.
Insgesamt wurden mehr als 30.000 Granateinschläge mittlerer und schwerer Kaliber auf der Anlage gezählt.

### Zustand nach Dezember 1916
Die nicht betonierten Teile waren fast gänzlich zerstört, während die mit einer Betondecke versehenen Abschnitte noch gebraucht werden konnten. In die Grabenwände waren große Breschen geschlagen, die Kaponnieren konnten jedoch trotz massiver Beschädigungen noch genutzt werden. Teilweise waren die beschädigten Bauteile repariert worden. Die Nutzung (besonders die unterirdischen Galerien) dauerte bis Kriegsende an. Danach wurde die Ruine aufgegeben und blieb bis heute sich selbst überlassen. Sie befindet sich im Besitz der französischen Streitkräfte, das Betreten ist verboten.